# おしら様

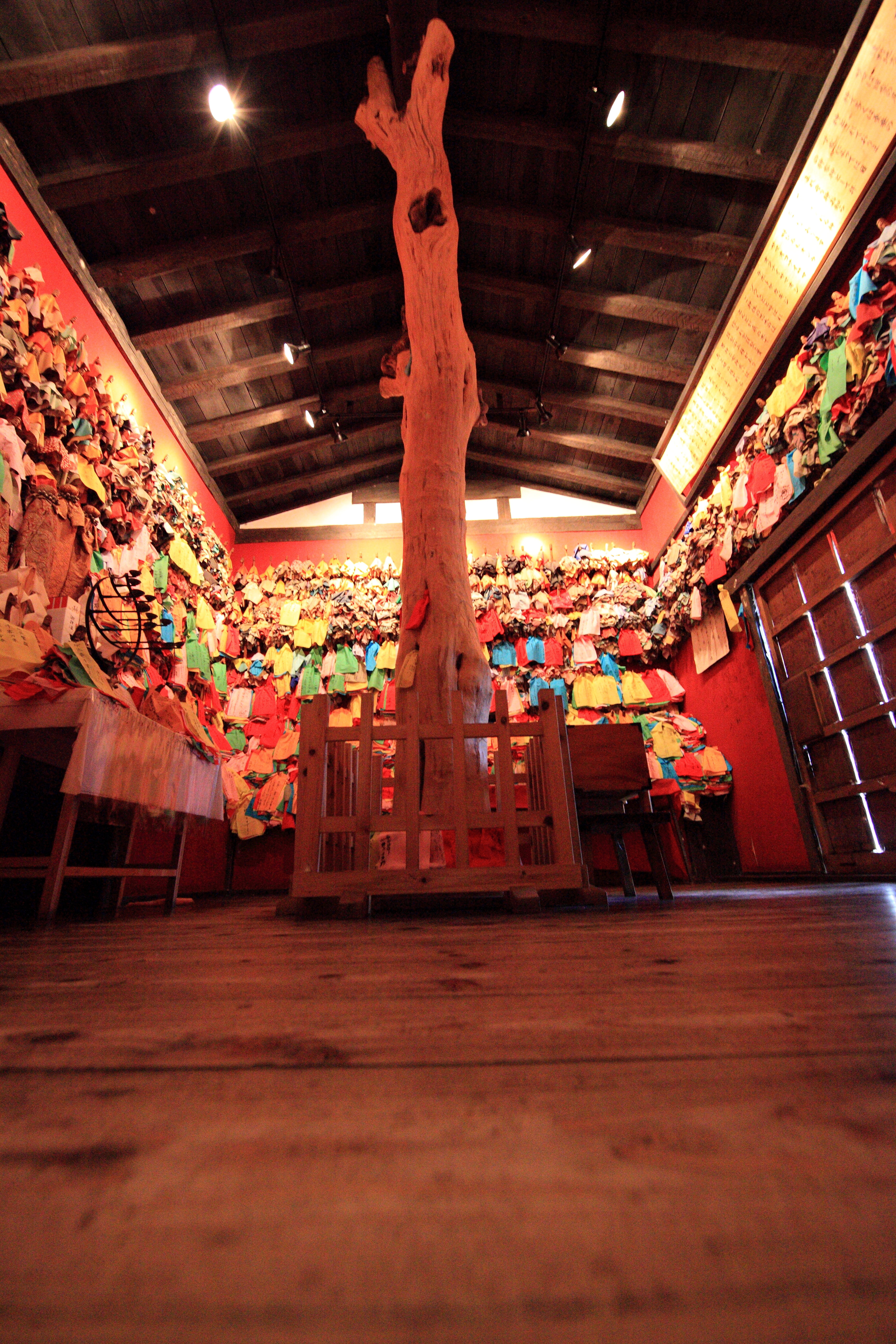
伝承園（岩手県遠野市）のおしら様

おしら様（おしらさま、お白様、オシラ様、オシラサマとも）は、日本の東北地方で信仰されている家の神であり、一般には蚕の神、農業の神、馬の神とされる。茨城県などでも伝承されるが、特に青森県・岩手県で濃厚にのこり、宮城県北部にも密に分布する。「オシンメ様」「オシンメイ様」（福島県）、「オコナイ様」（山形県）などの異称があり、他にオシラガミ、オシラホトケ、カノキジンジョウ（桑の木人形）とも称される。北海道の南西部にも若干みられる。通常、伝承やそれに伴う儀式は、信仰している各集落や町内、家族や親族間の中だけで秘密裏に執り行われることが多く、他者やメディア等へ詳細を明かすことが忌み嫌われている地域も多く存在するため、未だに解明されていない部分が多い。

## 習俗

### ご神体

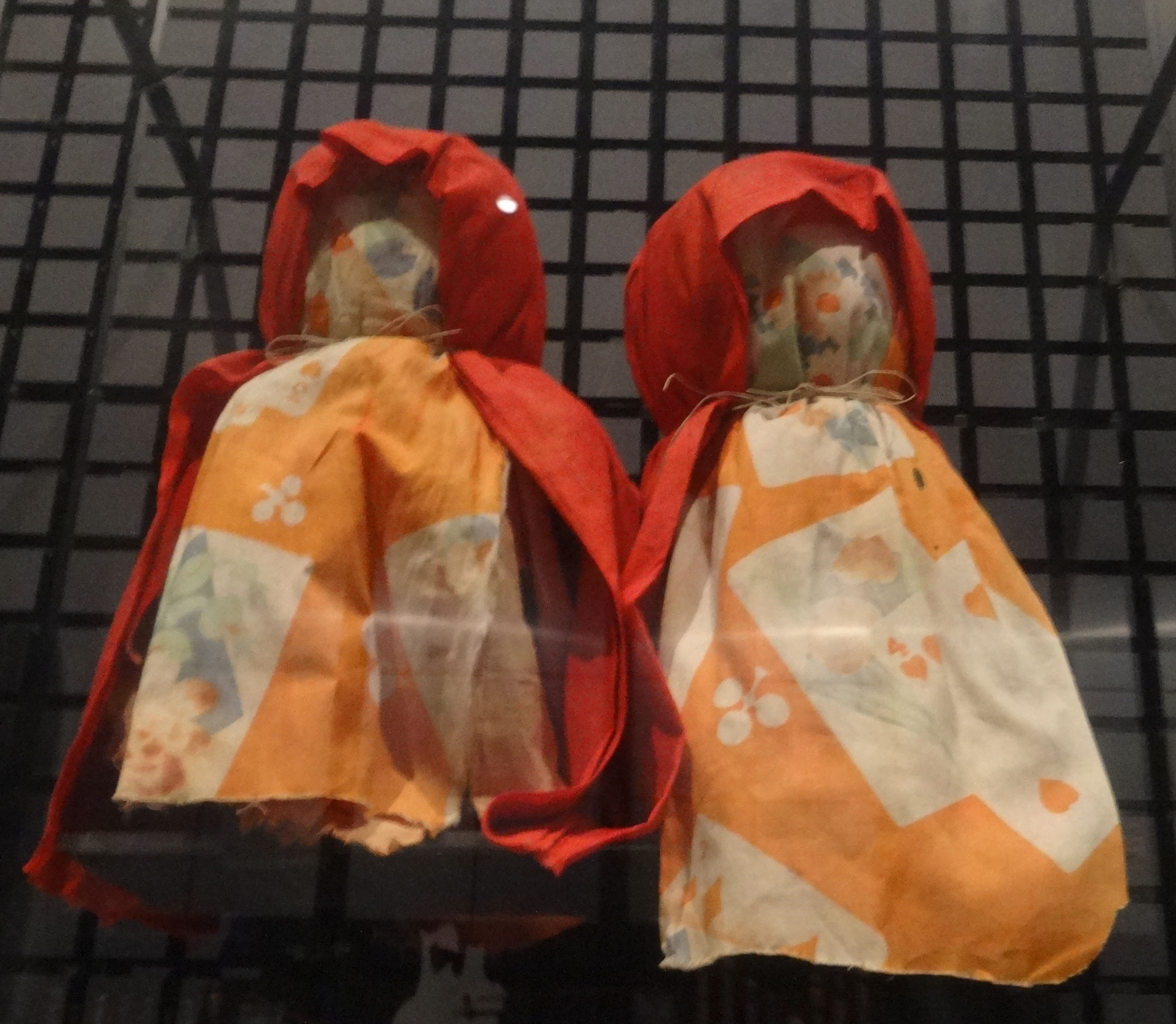
おしら様（複製）

神体は、多くは桑の木で作った1尺（30センチメートル）程度の棒の先に男女の顔や馬の顔を書いたり彫ったりしたものに、布きれで作った衣を多数重ねて着せたものである。貫頭衣のかたちをしたものと布を頭部からかぶせた包頭型とがある。普段は住宅の神棚や床の間に祀られていることが多い。記年銘のある最古のおしら様は、岩手県九戸郡種市町（現洋野町）に所在する大永5年（1525年）のもので、ついで岩手県下閉伊郡新里村および同郡川井村（いずれも現宮古市）の天正2年（1574年）のものが古い。神体は、男と女、馬と娘、馬と男など2体1対で祀られることが多い。

### 命日
おしら様の祭日を「命日（めいにち）」と言い、旧暦1月・3月・9月の16日に行われる。命日には、神棚などからおしら様を出して神饌を供え、新しい衣を重ね着させる（これを「オセンダク」という）。この日は、本家の老婆が養蚕の由来を伝える祭文（おしら祭文）を唱えたり、少女がおしら様の神体を背負って遊ばせたりするので、かつては同族的な系譜を背景とする女性集団によって祀られていたとも考えられる。盲目の巫女であるイタコが参加することも多く、その場合、イタコがおしら様に向かって神寄せの経文を唱え、おしら様を手に持って祭文を唱えながら踊らせる。おしら様に限っては祭ることを「遊ばせる」といい、このような行事を「オシラアソバセ」「オシラ遊び」「オシラホロキ」と呼ばれる。また、青森県弘前市坂元の久渡寺では「大白羅講」が5月15日に行われる。
おしら様の2体の人形をつかって遊ばせる際のおしら祭文としては、「きまん（金満）長者物語」、「満能長者物語」、「せんだん栗毛」、「岩木山一代記」などがあり、坂上田村麻呂伝承の猿賀神社の由来を同時に語るとも伝えられる。イタコが参与する場合は、このような祭文を語りながら、おしら様一対を両手にとって打ち振り、憑依したような状態になって託宣をおこなうことが多い。
おしら様の信仰には多数の禁忌がある。例えば、おしら様は二足四足の動物の肉や卵を嫌うとされ、これを供えてしまうと大病を患うとか祟りで顔が曲がるという。家人の食肉により祟りで顔が曲がるともいわれる。また、一度拝むとずっと拝まなければならないといわれ、拝むのをやめたり、祀り方が粗末だと家族に祟りがあるともいわれている。

## 伝承
おしら様は、女の病の治癒を祈る神、目の神、子の神としてのほか、農耕神として田植え、草取り、穀物の刈り入れなどに助力するともいう。また『遠野物語拾遺』には、かつては狩人が狩猟の際、どちらの山に行けばいいかを知るため、おしら様の神体を両手に持ち廻し、その馬面の向いた方角へ行く風習があったため、おしら様は「お知らせ様」であろう、とある。地震、火事などの予知力もあり、『遠野物語拾拾遺』では、おしら様を鉤仏（かぎぼとけ）と称し、正月16日の「おしら遊び」の日に子供たちが1年間の吉凶善悪の神意を問うたという。この起源を中国の『捜神記』（晋代干宝撰）、『神女伝』（唐代）に求める説がある（「蚕女」）。おしら様信仰誕生の背景に山神信仰や、養蚕作業、生活の糧の馬に対する信仰その他が混ざり、原初的な多様な性格を有する神として成立したものとする見方もある。伊勢地方の天白神、または中国神話の「蚕馬」を原型とする見方もある。

## 由来譚

### 馬娘婚姻譚
東北地方には、おしら様の成立にまつわる悲恋譚が伝わっている。それによれば昔、ある農家に娘がおり、家の飼い馬と仲が良く、ついには夫婦になってしまった。娘の父親は怒り、馬を殺して木に吊り下げた。娘は馬の死を知り、すがりついて泣いた。すると父はさらに怒り、馬の首をはねた。すかさず娘が馬の首に飛び乗ると、そのまま空へ昇り、おしら様となったのだという。
『聴耳草紙』にはこの後日譚があり、天に飛んだ娘は両親の夢枕に立ち、臼の中の蚕虫を桑の葉で飼うことを教え、絹糸を産ませ、それが養蚕の由来になったとある。以上の説話から、馬と娘は馬頭・姫頭2体の養蚕の神となったとも考えられている。

### 津軽の口承
かつて盲人が峠の空家に泊り、寂しさを紛らわすために歌を歌っていると、歌を所望する女の声が聞こえたので、何曲か歌ってやった。夜明けの頃、女の声は自分を「たこ」と名乗り、自分のことを話せば命はないと戒めた。
里に降りた盲人が、つい村人に昨晩のことを話すと、そのまま死んでしまった。そこに「たこ」が現れ、村人たちに対しても、自分のことを他言した者は死ぬ上に村は沼に沈むと言った。そこで村人たちが峠の周囲を鉄柵で覆うと「たこ」は峠に帰れなくなり、そのまま死んでしまい、その正体はヘビであった。村人たちは「たこ」と盲人を神として祀り、これが後のおしら様だという。

## 図像
岩手県遠野市の観光施設「伝承園」の御蚕神堂（おしらどう）には千体のおしら様が展示されている。
宮城県の東北学院大学博物館にはオガミサマに信仰された大乗寺に収められていたおしら様が所蔵されている。
おしら様信仰の図像資料としては、網野善彦・小沢昭一・宮田登・大隅和雄・服部幸雄・山路興造編集『大系 日本歴史と芸能 第11巻／形代・傀儡・人形』（平凡社ビデオブック、1991年）が貴重な映像を多く収めており、青森県弘前市久渡寺の「オシラ講」、岩手県宮古市堀内の「オシラアソバセ」のようすが収録されている。